# Grand Central Terminal
Das Grand Central Terminal (umgangssprachlich oft Grand Central Station genannt) ist ein Bahnhof in Manhattan in New York, USA. Er liegt an der Ecke 42nd Street und Park Avenue. Dort enden die Pendlerzüge der Metro North aus Richtung Westchester County, Putnam County, Dutchess County, Fairfield County und New Haven County. Im 2023 eröffneten unterirdischen Bahnhofsteil Grand Central Madison fahren Züge der Long Island Rail Road.
Das Grand Central Terminal wurde am 2. Februar 1913 als Kopfbahnhof eingeweiht und ist seitdem der Bahnhof mit den meisten Gleisen weltweit – seine 67 Gleise enden an 44 Bahnsteigen. Der Etagenbahnhof liegt auf zwei Ebenen mit 41 Gleisen auf der oberen und 26 auf der unteren Ebene. Die Namensgebung resultiert nicht aus einer Hauptbahnhof-Funktion, sondern beruht auf der für die Erbauung verantwortlichen und lange Jahre besitzenden Bahngesellschaft New York Central Railroad.
Im Januar 1975 wurde das Grand Central Terminal in das National Register of Historic Places eingetragen und im Dezember 1976 zu einem National Historic Landmark erklärt. Aus Anlass des hundertjährigen Bestehens wurde das Bauwerk am 1. Februar 2013 von der American Society of Civil Engineers in die List of Historic Civil Engineering Landmarks aufgenommen.

## Geschichte
An derselben Stelle hatten zuvor schon drei Gebäude gestanden, die dieselbe Funktion erfüllten:

### Grand Central Depot
Das Grand Central Depot wurde 1871 fertiggestellt und sollte die Züge der New York Central and Hudson River Railroad, der Harlem River Railroad und der New Haven Railroad an einem gemeinsamen Bahnhof zusammenführen. Das Hauptgebäude, das neben den Passagierfunktionen auch Büros der Eisenbahngesellschaften beherbergte, hatte die Form des Buchstabens L. Die Gleishalle nördlich und östlich des Hauptgebäudes wartete mit zwei für den amerikanischen Kontinent bis dahin unüblichen Neuheiten auf: Die Bahnsteige waren auf die Einstiegshöhe der Waggons angehoben, und ein Dachgewölbe überspannte alle Gleise.

### Grand Central Station
Zwischen 1899 und 1900 wurde das Hauptgebäude weitgehend umgestaltet: Man stockte es von drei auf sechs Geschosse auf und versah es mit einer neuen Fassade. Nur die Gleishalle blieb in ihrer ursprünglichen Form bestehen. Die Gleise, die zuvor noch bis zur 42. Straße nach Süden gereicht hatten, wurden verkürzt und das Gleisfeld wurde umgestaltet, um Staus der Züge zu verringern und die Umlaufzeiten zu verkürzen. Das umgestaltete Gebäude wurde im Jahr 1900 in Grand Central Station umbenannt.

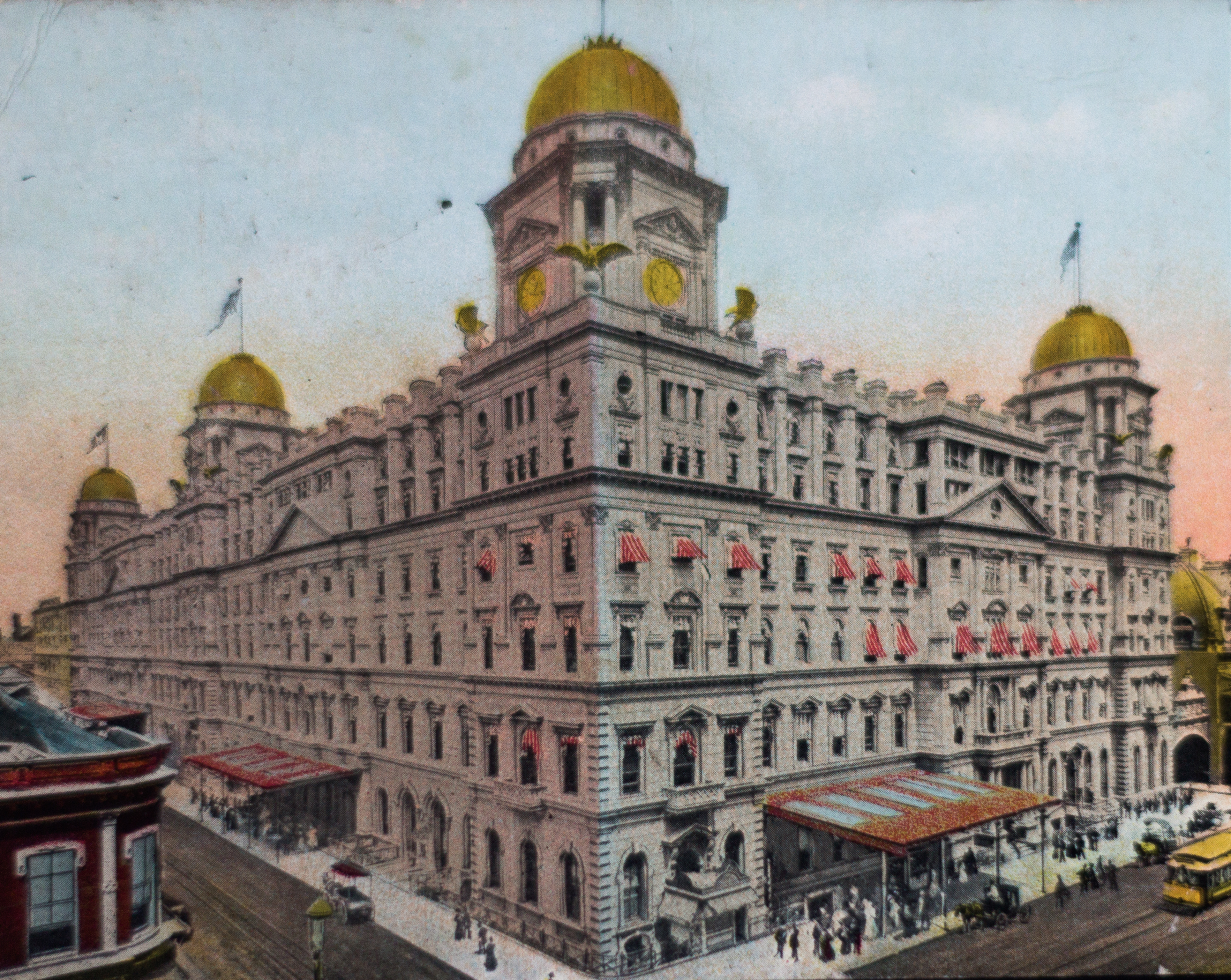
Grand Central Station (ca. 1902)

### Grand Central Terminal

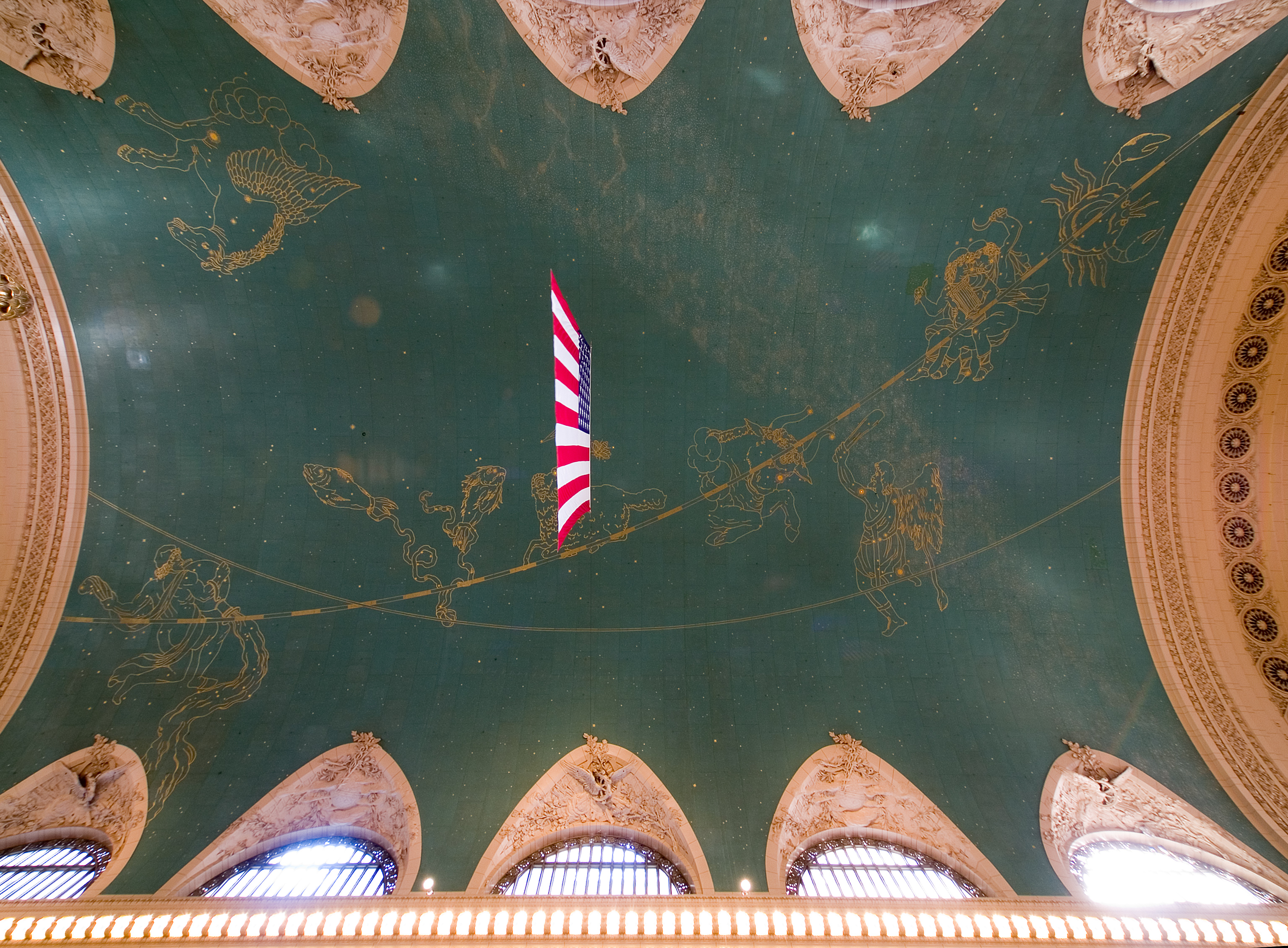
Decke mit Sternenhimmel – Äquator, Ekliptik, Figuren der Tierkreiszeichen

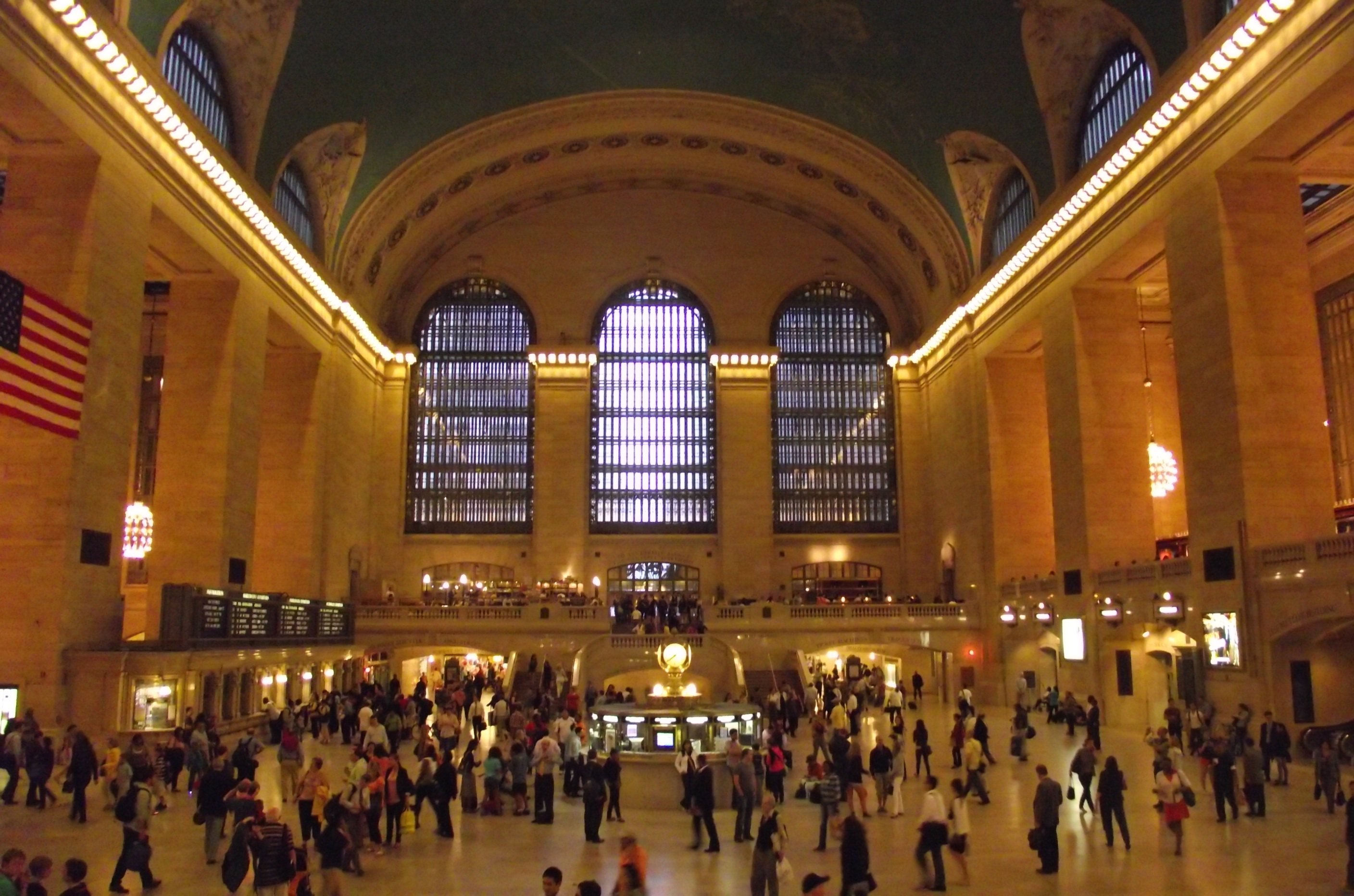
Grand Central Terminal von innen

Zwischen 1903 und 1913 wurde das gesamte Gebäude in Abschnitten niedergelegt und durch das gegenwärtige, mehrstöckige Grand Central Terminal ersetzt. Die Architekturbüros Warren & Wetmore und Reed & Stem gestalteten es im Stil der Beaux-Arts neu. Gleichzeitig mit dem Neubau des Empfangsgebäudes wurden die drei dort endenden Eisenbahnlinien elektrifiziert.

„Vor kurzem hat man nach zehnjähriger ununterbrochener Arbeit in New-York den neuen Zentralbahnhof eröffnet, den größten der ganzen Welt. Um dieses ungeheure, imponierende Werk zu ermöglichen – es umspannt eine Fläche von 31 Hektar und kostete die fabelhafte Summe von 900 Millionen – mußte ein ganzer Bezirk der amerikanischen Weltstadt demoliert werden. […] Das neue Bahnhofgebäude ist nur zwei Stock hoch, von denen der eine unterirdisch ist, der andere mit dem Straßenniveau gleiche Höhe hat. Durch diese beiden Stockwerke laufen 68 Schienenwege in streng paralleler Richtung, die aus 53½ Kilometer Schienen hergestellt und für den Verkehr von mehr als 1000 Zügen täglich berechnet sind. […] Dieses kolossale, vielverschlungene Schienennetz, zu dessen Fundierung drei Millionen Kubikmeter Steine erforderlich waren, steht unter der Kontrolle eines einzigen zentralen Signalhauses […]. Dieses Signalhaus, das vier Stock hoch ist, stellt ein wahres Wunder von sinnreicher Maschinerie dar. […] Trotz dieser Riesendimensionen entbehrt der ‚Grand Central Terminal‘ nicht einer gewissen architektonischen Schönheit, namentlich in seiner Hauptfassade, deren Mitteltrakt die Form eines Triumphbogens von gewaltigen Proportionen halb im dorischen, halb im Renaissancestil zeigt. Die strenge Regelmäßigkeit der Linien ist durch ebenso einfache als elegante Verzierungen gemildert. Das ganze macht nicht nur einen

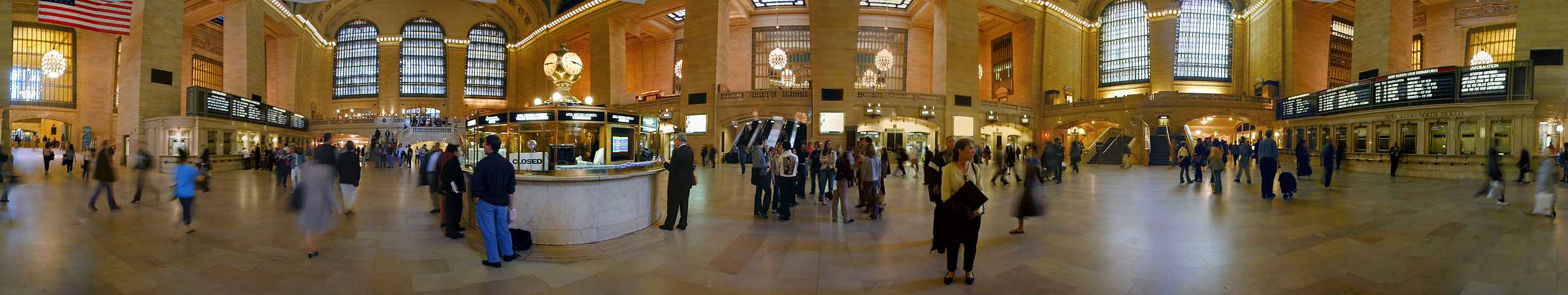
360°-Innenansicht (2006)

imposanten, sondern auch einen künstlerischen Eindruck.“

Die gigantische Eisenbahn-Kathedrale wurde schnell zu einem der bekanntesten Gebäude New Yorks. Mehr als 500.000 Menschen nutzen den Bahnhof heute täglich und machen ihn dadurch zum meistbesuchten Gebäude der Stadt. Sehenswert ist die große Haupthalle mit der dunkelblaugrünen Deckenausmalung als Sternenhimmel. Dieser ist das Werk von Paul César Helleu, der den Zodiak mit der Beratung des Astronomieprofessors Harold Jacoby entwarf. Jacoby lieferte mit der Karte Uranometria von Johann Bayer die Vorlage für den Entwurf, den Helleu frei interpretierte, was nach der Eröffnung zu einer Kontroverse in der New York Times führte, nachdem ein Hobby-Astronom die Fehler publik gemacht hatte. Die Arbeiten an der Decke leitete der Australier Charles Basing. 1945 und um 1995 wurde das Werk restauriert, die Arbeiten von 1945 leitete Basings Schüler Charles Gulbrandsen.
Die New York Central Railroad stand 1968 kurz vor der Insolvenz und fusionierte mit der Pennsylvania Railroad zur Gesellschaft Penn Central. Im selben Jahr wurden Pläne der Bahngesellschaft bekannt, das Gebäude abzureißen, um an dieser Stelle weitere Hochhäuser errichten zu können – so wie die Pennsylvania Railroad fünf Jahre zuvor bereits mit der alten Penn Station verfahren war. Die Denkmalschutzbehörde Landmarks Preservation Commission der Stadt New York hatte den historischen Bahnhof jedoch 1967 als geschütztes Baudenkmal registriert und untersagte den Abriss. Penn Central verklagte die Stadt und argumentierte, dass das Grundstück mehr wert sei als das Gebäude selbst, weshalb die Untersagung des Abrisses und der Neuentwicklung eine faktische Enteignung darstelle. Der daraus resultierende mehrjährige Rechtsstreit (Penn Central Transportation Co. v. New York City) ging bis vor den Obersten Gerichtshof der Vereinigten Staaten, der 1978 in letzter Instanz die Entscheidung der Denkmalbehörde für rechtens erklärte. So blieb das historische Gebäude erhalten und wurde anschließend renoviert. In der Bürgerinitiative zum Erhalt des Bahnhofs hatte sich unter anderem die ehemalige Präsidentengattin Jacqueline Kennedy Onassis engagiert.
Das Gebäude und Abschnitte der Zulaufstrecken sowie die Überbauungsrechte waren lange Zeit Eigentum der Penn Central Corporation (seit 1994 als American Premier Underwriters firmierend), welche es an die Metropolitan Transportation Authority vermietete. Im Spätherbst 2006 wurden die Immobilien einschließlich des bestehenden, bis ins Jahr 2274 gültigen Mietverhältnisses an das Unternehmen Midtown TDR Ventures verkauft. Am 13. November 2018 stimmte die MTA dem Kauf des Bahnhofs und der Zulaufstrecken (Harlem Line und Hudson Line) zum Preis von 35 Millionen Dollar zu.
Mit der Gründung der Amtrak, die 1971 fast den gesamten Fernverkehr der USA von den privaten Bahngesellschaften übernommen hatte, wurden die ersten Fernzüge aus New Haven und Boston aus dem Bahnhof abgezogen. Verblieben waren nur noch die Züge des Empire Service durch Upstate New York zu den Niagarafällen sowie in einige Neuenglandstaaten und nach Kanada. Mit dem Bau einer neuen Zufahrtsstrecke zur New Yorker Penn Station verlor das Grand Central Terminal 1991 auch die restlichen Fernverkehrszüge, so dass dieser Bahnhof heute lediglich von den Zügen des Nah- und Regionalverkehrs frequentiert wird. Für drei Linien der Metro-North Railroad ist das Grand Central Terminal der südliche Endpunkt und der mit Abstand bedeutendste Umsteigepunkt zu innerstädtischen Verkehrsmitteln, insbesondere der Subway, und zur Long Island Rail Road.
1976 wurde im Bahnhof eine Bombe versteckt. Kroatische Nationalisten unter Zvonko Bušić hatten ein Flugzeug entführt und eine Bombe in einem der Schließfächer platziert. Nachdem ihre Forderungen erfüllt worden waren, gaben sie das Versteck preis. Die Polizei stellte die Bombe sicher. Beim Versuch, den Sprengsatz auf einem Schießplatz zu entschärfen, kam es zur Explosion: Ein Bombenentschärfer wurde getötet.

### Restaurierung
In den späten 1990er Jahren wurde der Bahnhof einer umfassenden Restaurierung unterzogen, bei der die baulichen, architektonischen und dekorativen Details wieder in ihr historisches Erscheinungsbild zurückversetzt wurden. Als Teil dieses Restaurierungsprojekts wurde das spektakuläre Sky Mural an der Decke der Haupthalle von John Canning & Co., einem Restaurierungsunternehmen für architektonische Kunst aus Cheshire, Connecticut, gereinigt und restauriert. Dieser Prozess umfasste die Stabilisierung der vorhandenen Oberflächen und die Entfernung der starken Ansammlung von Ruß und Schmutz, die durch die Abgase der Zugmotoren und die Luftverschmutzung an der Oberfläche des Wandgemäldes verursacht wurde, ohne das Kunstwerk zu beschädigen. Das Unternehmen verbrachte Wochen damit, eine wässrige Reinigungslösung zu entwickeln, und arbeitete dann 6 Monate lang daran, das Wandbild von Hand zu reinigen. Ein kleiner Fleck des Wandgemäldes wurde unberührt gelassen, um zukünftigen Restauratoren ein Studiengebiet der vollständigen Umweltgeschichte des Inneren des Terminals von der Zeit der Erstellung des Wandgemäldes im Jahr 1944 bis zu seiner Restaurierung in den 1990er Jahren zu bieten. Ebenfalls sehenswert ist der zentrale Kiosk mit vier Uhren.

## Nutzung

### Bahnsteige

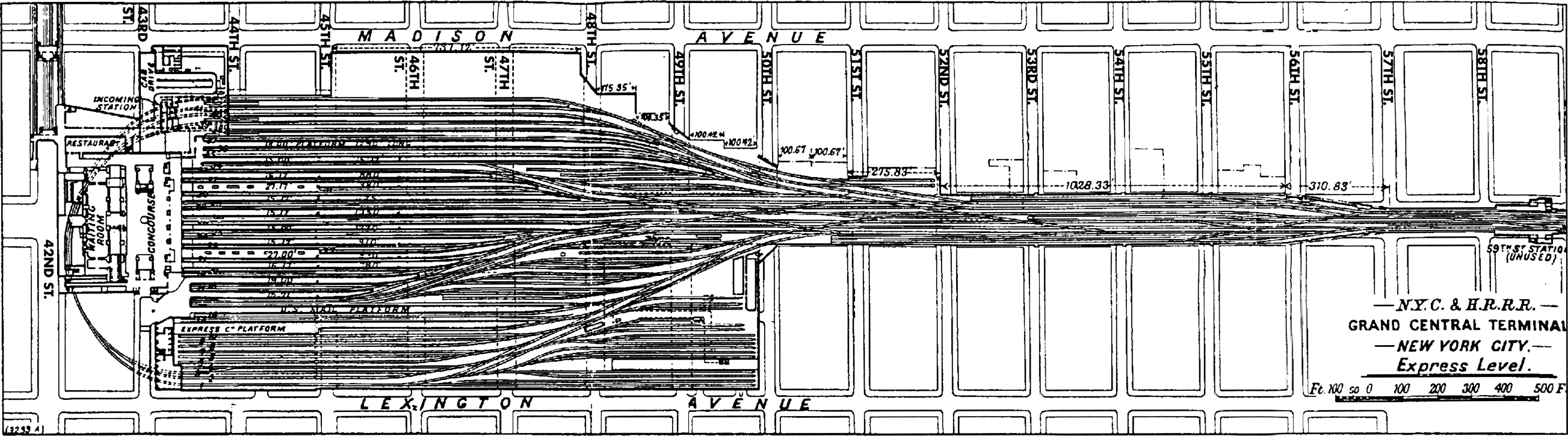
Gleisplan oben um 1910

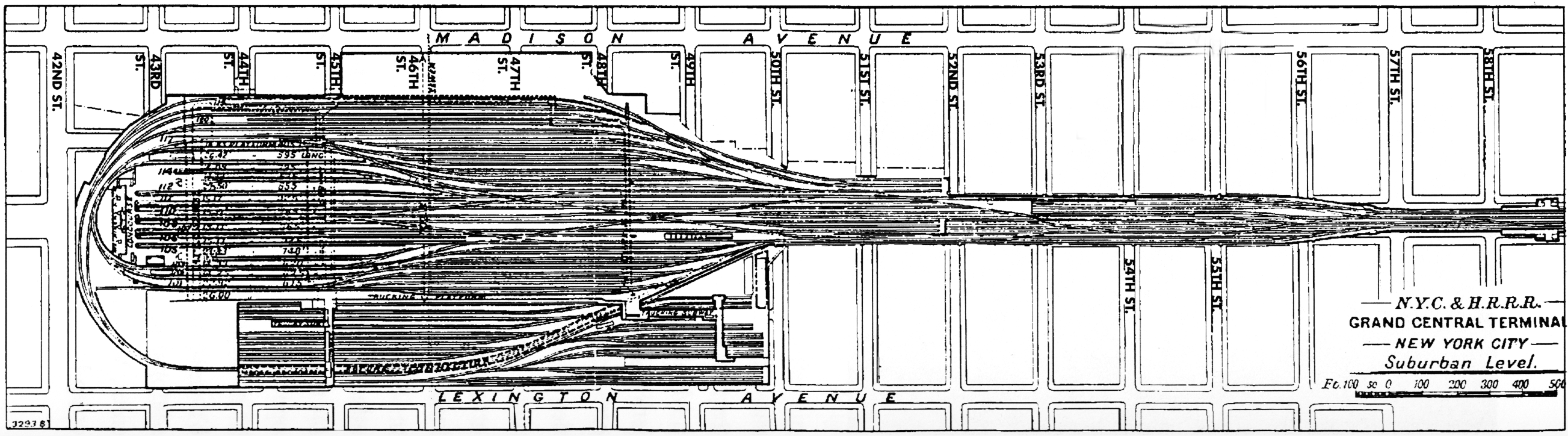
Gleisplan unten um 1910

Mit 44 Bahnsteigen hat der Bahnhof die meisten in der Welt. Im Jahre 2016 waren 67 Gleise im regulären Betrieb für den Personenverkehr. Dabei hat die obere Ebene 42 Gleise, einschließlich zehn Gleisen, die nur zum Abstellen von Fahrzeugen dienen. Ein Gleis bildet hier eine Kehrschleife um vierzig der Bahnsteige des Kopfbahnhofs herum. Die untere Ebene hat 27 Gleise, die von mehreren Kehrschleifen umschlossen werden.
Das Hotel Waldorf Astoria New York hat einen eigenen Bahnsteig (Nr. 61) im Grand Central Terminal. Er war bereits in den Bauplänen enthalten und wurde schon 1929 in der New York Times erwähnt. Zu diesem Bahnsteig führen ein eigener Aufzug und ein unterirdischer Gang für Hotelgäste; sogar Autos können ihn benutzen. Benutzt wurde der Bahnsteig u. a. zuerst von General Pershing im Jahr 1938, sowie von Franklin D. Roosevelt, Adlai Ewing Stevenson und Douglas MacArthur.

### Grand Central Madison

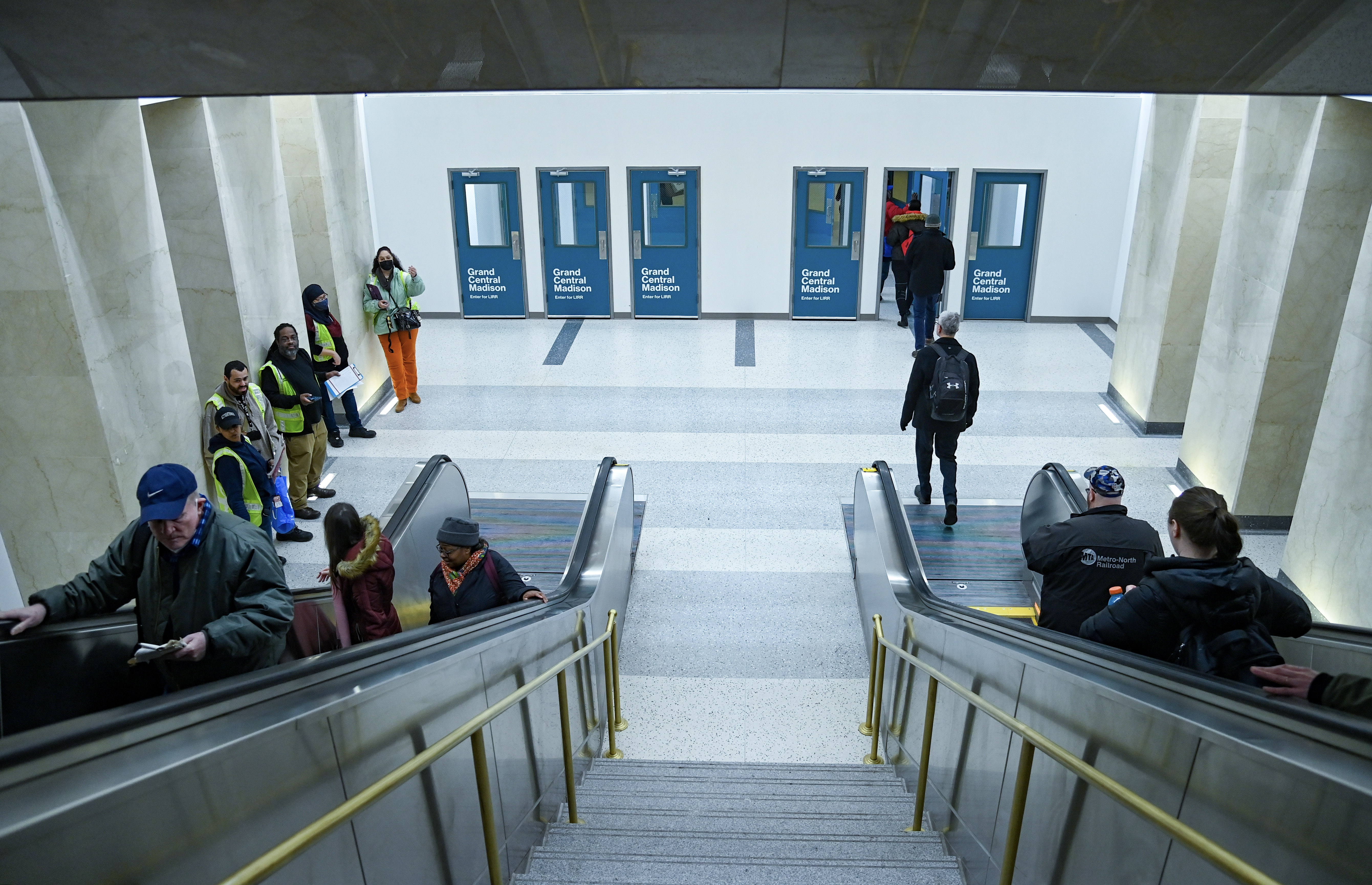
Zugang vom Grand Central Terminal zum Grand Central Madison

Vom Grand Central Terminal besteht ein direkter Zugang zum Grand Central Madison, einem am 25. Januar 2023 eröffneten achtgleisigen unterirdischen Kopfbahnhof für die Long Island Rail Road. Bis zur Eröffnung von Grand Central Madison hatte die Long Island Rail Road nur im Bahnhof Penn Station, der durch die East River Tunnels erreicht wird, eine direkte Anbindung von Long Island nach Manhattan.

### U-Bahn-Station
Der Bahnhof ist mit der U-Bahn-Station Grand Central–42 Street der New York City Subway verbunden. Die Station wird von dem 42nd-Street-Shuttle  zum Times Square, den Linien  der IRT Flushing Line sowie den Linien  der IRT Lexington Avenue Line bedient.

## Der Bahnhof im Film
Zahllose Spielfilme wurden im Grand Central gedreht, bzw. spielen in ihm. Darunter z. B.: Untreu, The Avengers, Der Knochenjäger, Armageddon, Carlito’s Way, Cloverfield, The Cotton Club, Freshman, I Am Legend, Madagascar, Midnight Run, Spider-Man: Far From Home, Der unsichtbare Dritte, Stoppt die Todesfahrt der U-Bahn 123, Hackers – Im Netz des FBI, Freunde mit gewissen Vorzügen, Mr. Nobody, Ghostbusters, König der Fischer, Spellbound und Unbreakable sowie die Serien Quantico und Gossip Girl.
Für den Flashmob-Klassiker Frozen Grand Central erstarrten an einem Samstagnachmittag im Winter 2007/08 in der Halle 207 Personen gleichzeitig für fünf Minuten. Das auf YouTube am 31. Januar 2008 gepostete Video wurde bisher 37 Millionen Mal aufgerufen.